# سكانرز
سكانرز (بالإنجليزية: Scanners)‏ هو فيلم رعب خيال علمي كندي من إخراج ديفد كروننبرغ وبطولة ستيفن لاك، جنيفر أونيل، مايكل آيرونسايد وباتريك ماكجوهان، صدر الفيلم في الولايات المتحدة في 14 يناير 1981.

## روابط خارجية
- سكانرز على موقع IMDb (الإنجليزية)
- سكانرز على موقع ميتاكريتيك (الإنجليزية)
- سكانرز على موقع روتن توميتوز (الإنجليزية)
- سكانرز على موقع نتفليكس (الإنجليزية)
- سكانرز على موقع ألو سيني (الفرنسية)
- سكانرز على موقع Turner Classic Movies (الإنجليزية)
- سكانرز على موقع أول موفي (الإنجليزية)
- سكانرز على موقع بوكس أوفيس موجو (الإنجليزية)
- سكانرز على موقع فيلمافينيتي (الإسبانية)
- سكانرز على موقع قاعدة بيانات الأفلام السويدية (السويدية)

لم يتم العثور على روابط لمواقع التواصل الاجتماعي.